# Eva Tenzer
Eva Tenzer (* 1968) ist eine deutsche Autorin und Wissenschaftsjournalistin, die sich schwerpunktmäßig interdisziplinär mit Themen aus den Bereichen Psychologie, Medizin sowie Arbeit, Wirtschaft, Familie und Partnerschaft beschäftigt.

## Leben
Nach dem Abitur am Goethe-Gymnasium in Gaggenau studierte sie von 1987 bis 1993 Geschichte sowie Sprach- und Literaturwissenschaften Osteuropas in Trier, Prag und Warschau. Sie schloss ihr Studium mit dem Magister ab.
Bis 1997 war sie Stipendiatin der Naumann-Stiftung. Sie promovierte an der Carl von Ossietzky Universität Oldenburg im Fach Osteuropäische Geschichte.
Nach einem Volontariat mit dem Schwerpunkt Wissenschaft in der Pressestelle des Frankfurter Campus-Verlags (1997/1998) und einer Hospitanz bei der Frankfurter Rundschau belegte sie 1999 den Lehrgang Wissenschaftsjournalismus an der Henri-Nannen-Schule in Hamburg.
Tenzer arbeitet als freie Wissenschaftsjournalistin und wohnt mit ihrer Familie in Oldenburg.

## Ehrungen und Preise
- Auszeichnung der Dissertation mit dem Epstein-Forschungspreis
- Heusler-Edenhuizen Medienpreis 2012, Sonderpreis „Väter“

## Werke
- Älter werden wir jetzt - Happy Aging statt Forever Young, Wolfgang Krüger Verlag, 2005, ISBN 3-810-52022-5
- Einfach schweben - Wie das Meer den Menschen glücklich macht, marebuchverlag, 2007, ISBN 978-3-86648-055-1
- Ja! Alles übers Heiraten von Antrag bis Zuhören, Kiepenheuer, 2008, ISBN 978-3-378-01096-3
- Go shopping! Warum wir es einfach nicht lassen können, Kiepenheuer, 2009, ISBN 978-3-378-01105-2